# Эбельсбах
Эбельсбах (нем. Ebelsbach) — община в Германии, в земле Бавария.
Подчиняется административному округу Нижняя Франкония. Входит в состав района Хасберге. Подчиняется управлению Эбельсбах. Население составляет 3801 человек (на 31 декабря 2010 года). Занимает площадь 25,76 км².
Община подразделяется на 5 сельских округов.

## Население
По оценке на 31 декабря 2015 года население общины Эбельсбах составляет 3805 чел. 

| Дата      | 1840 | 1871 | 1900 | 1925 | 1939 | 1950 | 1961 | 1970 | 1987 | 2011 |
| --------- | ---- | ---- | ---- | ---- | ---- | ---- | ---- | ---- | ---- | ---- |
| Население | 1673 | 1663 | 1753 | 1917 | 2018 | 3040 | 3009 | 3560 | 3549 | 3754 |

| Год       | 1960 | 1970 | 1980 | 1990 | 2000 | 2009 | 2010 | 2011 | 2012 | 2013 | 2014 | 2015 |
| --------- | ---- | ---- | ---- | ---- | ---- | ---- | ---- | ---- | ---- | ---- | ---- | ---- |
| Население | 3185 | 3564 | 3484 | 3669 | 4072 | 3814 | 3801 | 3771 | 3755 | 3759 | 3736 | 3805 |